# Alexandria (Virginia)
Alexandria közel százhatvanezres lélekszámú város az Egyesült Államok Virginia államában, Washington közelében.

## Történelme
A legkorábbi, emberi jelenlétre utaló régészeti lelet a város mai területéről egy pattintott kő nyílhegy, amely mintegy tizenháromezer éves. Az első idelátogató európai John Smith volt, aki 1608-ban a Chesapeake-öböl feltérképezése során felhajózott a Potomac folyón, és a parton indiánokkal találkozott. A 17–18. században a környék a Virginia nevű angol gyarmat része volt. 1669-ben a II. Károly angol királyt képviselő Sir William Berkeley kormányzó 6000 acre földet adományozott a város mai helyén Robert Howson angol hajóskapitánynak, amiért az 120 telepest Angliából Virginiába szállított. Howson a földet rögtön eladta John Alexandernek, akiről a várost később elnevezték. A környéken virágzó mezőgazdasági termelés indult be, a dohányon kívül búzát és kukoricát is termesztettek a helyi lakosok, akiknek egyre inkább szükségük volt egy kereskedelmi csomópontra, amely alkalmas volt tengerjáró hajók fogadására, ahol a termelők eladhatták a mezőgazdasági termékeiket és ahol iparcikkeket vásárolhattak. Ebből a célból Fairfax megye 1742-es megalapítása után a környékbeli kereskedők kérték a virginiai közgyűlést, hogy várost alapíthassanak a Potomac partján. 1749 tavaszán kiválasztották a leendő Alexandria helyét, és John West földmérő (a hagyomány szerint az ifjú George Washington segítségével) kimért 60 acre földet, amelyet aztán 1749 júliusában telkenként elárvereztek. Így alapult meg Alexandria.